# Gideon de Jong
Gideon de Jong (* 13. Oktober 1984 in Dordrecht) ist ein niederländischer Radrennfahrer.
Gideon de Jong gewann 2002 bei der Junioren-Bahnradweltmeisterschaft die Bronzemedaille im Punktefahren. Bei der Europameisterschaft 2002 in Büttgen gewann er ebenfalls die Bronzemedaille im Punktefahren. Im nächsten Jahr belegte er beim Weltcup in Sydney den dritten Platz im Madison. Bei der nationalen Meisterschaft wurde er Zweiter im Madison. 2005 fuhr er für das Continental Team Eurogifts.com, wo er die Omloop van de Alblasserwaard und eine Etappe bei der Ronde van Midden-Brabant gewann. 2007 und 2008 fuhr Gideon de Jong für P3 Transfer-Batavus.

## Teams
- 2005 Eurogifts.com
- 2006 ProComm-Van Hemert
- 2007 P3 Transfer-Fondas Team
- 2008 P3 Transfer-Batavus